# Sečesteal
Sečesteal byl divadelní soubor, vzniklý spojením divadelních skupin Vladimíra Gamzy a Emila Artura Longena v roce 1925 .

## Vznik souboru
Po zániku Gamzova Českého studia, spojil se v červnu 1925 Vladimír Gamza s E. A. Longenem a vytvořili soubor Sečesteal, což byla zkratka pro Spojené ensámbly Českého studia a E. A. Longena . Důvodem spojení byly ekonomické potíže Českého studia a ztráta angažmá Longenovy skupiny po změně vedení v divadélku Rokoko.  Soubor působil pod hlavičkou Zöllnerovy společnosti a zahájil svoji činnost v Kolíně. 

## Herci
V souboru působil E. A. Longen a jeho manželka Xena , dále zde hráli herci přicházející z původního Gamzova Českého studia – např. Josef Bezdíček, Viktor Očásek, Emílie Hráská, Ilona Kubásková a Saša Machov.

## Repertoár, výběr
Na pořadu byly především hry z Longenovy Revoluční scény a Rokoka.
- G. S. Bouhélier: Otroci
- E. E. Kisch: Matka vražednice
- Hermann Bahr: Děti
- René Fauchois: Mluvící opice
- Ferenc Molnár: Láska od kolotoče
- Božena Viková-Kunětická: Přítěž

## Zánik souboru
Existence souboru však neměla dlouhého trvání, pouze v řádu týdnů. Rozdílné temperamenty niterně založené Gamzy a anarchistického Longena nebylo možno skloubit .